# Sengri
El sengri és una beguda calenta a base de vi negre originària de Menorca al segle xviii, durant l'ocupació britànica de l'illa. El mot sengri ve d'una adaptació al català (menorquí) de l'anglès sangaree. Es beu ben calent abans d'anar a dormir, per entrar en calor.